# František Toušek
František Toušek (10. července 1897 Hranice – 25. srpna 1944 Brno) byl československý politik a meziválečný poslanec Národního shromáždění za Československou národní demokracii, později za Národní sjednocení.

## Biografie
Profesí byl inženýrem. Podle údajů z roku 1935 bydlel v Brně. Publikoval národohospodářské studie o mzdách. Od roku 1927 byl tajemníkem sekretariátu Ústředního svazu československých průmyslníků v Brně.
V parlamentních volbách v roce 1929 získal za národní demokraty poslanecké křeslo v Národním shromáždění. Mandát obhájil v parlamentních volbách v roce 1935. Nyní kandidoval již za formaci Národní sjednocení. Mandát si oficiálně podržel do zrušení parlamentu roku 1939, přičemž v prosinci 1938 ještě přestoupil do poslaneckého klubu nově ustavené Strany národní jednoty.
Od roku 1935 zasedal jako jeden z jednatelů ve vedení Národního sjednocení. Po roce 1937 vedl jednu ze stranických frakcí, které usilovaly o převahu.
Během druhé světové války se účastnil odboje. Byl umučen nacisty v koncentračním táboře.